# Giampiero Ingrassia
Giampiero Ingrassia (Roma, 18 novembre 1961) è un attore italiano.

## Biografia
Figlio dell'attore Ciccio Ingrassia grazie al quale entra nel mondo dello spettacolo. Frequenta nel 1983 Laboratorio di esercitazioni sceniche diretto da Gigi Proietti. Ha dedicato la sua carriera quasi interamente al teatro, con lavori di Neil Simon, Andrew Lloyd Webber, Alan Menken, Angelo Longoni, Duccio Camerini, Giancarlo Lucariello, Murray Schisgal, Dino Scuderi, Nora Ephron, Edoardo Erba, Marvin Hamlisch e moltissimi altri.
Nel corso della sua carriera ha lavorato con Gigi Proietti, Sergio Fantoni, Mattia Sbragia, Daniele Formica, Tosca, Saverio Marconi, Luca Zingaretti, Lorella Cuccarini, Giuseppe Cederna, Marina Massironi, Flavio Insinna, Nicola Piovani e Giorgio Albertazzi. È stato uno dei protagonisti del telefilm Classe di ferro (1989-1991), nel ruolo di Antonio Scibetta.
In televisione, oltre che come attore in fiction, è apparso come conduttore in trasmissioni come Matinée (2007), Campioni di ballo (1999), Tira & Molla (1998), trasmissione nella quale era anche interprete della sigla prima con Luisa Corna e poi con Elisabetta Pellini, Beauty Center Show (1983). Ha inoltre preso il posto del padre, in quel momento convalescente per un'operazione, al fianco di Franco Franchi per quasi tutte le puntate del varietà Grand Hotel (1985). Grande appassionato e cultore di Hard rock e Heavy metal, è stato il cantante di diverse rock band.
Il 19 febbraio 2013 sua moglie Barbara Cosentino è morta a 48 anni in seguito a un malore occorsole mentre stava sciando a Roccaraso con la figlia; l'attore quel giorno era in scena a Napoli per la versione italiana di un musical ispirato al film Frankenstein Junior di Mel Brooks.

## Filmografia

### Cinema
- I 2 pompieri, regia di Bruno Corbucci (1968) – comparsa
- L'esorciccio, regia di Ciccio Ingrassia (1975) – comparsa
- La caccia, il cacciatore, la preda, regia di Andrea Marzari (1995)
- Stressati, regia di Mauro Cappelloni (1997)
- Ti amo Maria, regia di Carlo Delle Piane (1997)
- Come inguaiammo il cinema italiano - La vera storia di Franco e Ciccio, regia di Ciprì e Maresco (2004)
- Terapia Roosevelt, regia di Vittorio Muscia (2006)
- Bastiano, regia di Andreij Tarkovskj Jr. (2006)
- Terapia Roosevelt, regia di Vittorio Muscia[3] (2007)
- Ti stramo - Ho voglia di un'ultima notte da manuale prima di tre baci sopra il cielo, regia di Pino Insegno e Gianluca Sodaro (2008)
- The Museum of Wonders, regia di Domiziano Cristopharo (2010)
- Il rito, regia di Mikael Håfström (2011)
- Un Natale stupefacente, regia di Volfango De Biasi (2014)
- Amici per la pelle[4], regia di Pierluigi Di Lallo (2022)

### Televisione
- Con licenza dell'autore, regia di Gabriella Cosimini (1985)
- Classe di ferro – serie TV (1989-1991)
- Quelli della speciale – serie TV, 12 episodi (1992)
- Tutti per uno, regia di Vittorio De Sisti – miniserie TV, 2 episodi (1999)
- La banda, regia di Claudio Fragasso – film TV (2001)
- Ma il portiere non c'è mai? – serie TV, 12 episodi (2002)
- Permette? Alberto Sordi, regia di Luca Manfredi – film TV (2020)

## Teatro

### Attore
- L'asso nella manica, regia Raffaele Stame (1983)
- Cyrano de Bergerac, regia Gigi Proietti (1985-1986)
- Oh, Luciano!, regia Alvaro Piccardi (1986)
- Il frate, regia Riccardo Reim (1986)
- I cinque sensi, regia Luigi Squarzina, con Sergio Fantoni (1987)
- Il viaggio di L., regia di Alvaro Piccardi (1987)
- Invito in scena con delitto, regia Massimo Cinque (1988)
- La piccola bottega degli orrori, regia Saverio Marconi, con Edi Angelillo e Cesare Bocci (1989)
- I topi ballano, regia Mattia Sbragia, con Massimo Wertmüller e Daniele Formica (1992)
- I guardiani di porci, regia Claudio Corbucci a Mauro Marsili, con Flavio Insinna (1993)
- Luv, regia Patrick Rossi Gastaldi, con Edi Angelillo e Fabio Ferrari (1994)
- Prigionieri di guerra, regia Luca Zingaretti (1994)
- Zot, regia Duccio Camerini, con Cinzia Leone, Chiara Noschese, Antonella Attili (1994)
- Il pianeta proibito, regia Patrick Rossi Gastaldi (1995-1996)
- Dieci Decimi, regia Duccio Camerini, con Pietro de Silva (1996)
- Grease, regia Saverio Marconi, con Lorella Cuccarini (1997-1999)
- Jesus Christ Superstar, regia Massimo Romeo Piparo, con Carl Anderson (2000)
- Salvatore Giuliano, regia Armando Pugliese, con Tosca (2001)
- Full Monty, regia Gigi Proietti, con Rodolfo Laganà (2001-2003)
- Nights on Broadway, regia Massimo Romeo Piparo, (2002)
- Lennon e John, regia Giancarlo Lucariello e Massimo Natale, con Giuseppe Cederna (2003-2004)
- Harry, ti presento Sally..., regia Daniele Falleri, con Marina Massironi (2004-2006)
- Quattro matrimoni e un funerale, regia Daniele Falleri, con Marta Zoffoli (2006-2007)
- Destinatario sconosciuto, regia di Mauro Mandolini e Gianluca Ramazzotti (2008)
- Sogno di una notte di mezza estate, regia di Giorgio Albertazzi, con Serena Autieri e Enrico Brignano (2008)
- Michelina, regia di Alessandro Benvenuti, con Maria Amelia Monti (2008-2010)
- Testimoni, regia di Angelo Longoni, con Cesare Bocci (2010)
- I due gentiluomini di Verona, regia di Francesco Sala, con Gianluca Guidi (2010)
- Salvatore Giuliano, regia Giampiero Cicciò, con Barbara Cola (2011)
- Stanno suonando la nostra canzone, regia di Gianluca Guidi, con Simona Samarelli (2011-2012)
- Frankenstein Junior, regia di Saverio Marconi (2012-2014)
- Taxi a 2 piazze, regia di Gianluca Guidi (2014)
- Cabaret, regia di Saverio Marconi (2015-2016)
- Non mi hai più detto ti amo, regia di Gabriele Pignotta (dal 2017)
- Serial killer per signora (2017)
- Maurizio IV - Un Pirandello Pulp di Edoardo Erba, regia di Gianluca Guidi (2019-2020)
- La piccola bottega degli orrori (2022)
- Doctor Faust e la ricerca dell'eterna giovinezza, testo e regia di Stefano Reali, con la partecipazione di Emy Bergamo e Mimmo Ruggiero (2022)

### Regista
- Colpevoli (2011)

## Programmi televisivi

### Conduttore
- Beauty Center Show (Italia 1, 1983-1984) – ospite fisso
- Grand Hotel (Canale 5, 1985-1986) – portiere
- Tira & Molla (Canale 5, 1998)
- Campioni di ballo (Canale 5, 1999)
- Matinée (Rai 2, 2007)

## Riconoscimenti
- Premio Flaiano sezione teatro[5]
  - 2013 – Premio per il musical in Frankenstein Jr.